# Helmut Völkl
Helmut Rudolf Völkl (* 1954 in Uhingen) ist ein deutscher Musikwissenschaftler, Musikbibliothekar, Organist, Autor und Herausgeber von Orgelmusik. Sein Werk Orgeln in Württemberg zählt zu den Klassikern der Orgelfachliteratur.

## Leben und Wirken
Helmut Völkl erhielt im Rahmen seiner C-Ausbildung zum Kirchenmusiker Unterricht in Violine, Orgel, Klavier bei Hans Arnold Metzger und legte die C-Prüfung ab. Er nahm Orgelunterricht bei Kirchenmusikdirektor Ewald Großmann in Göppingen. Von 1973 bis 1977 studierte er Bibliothekswissenschaft an der Fachhochschule für Bibliothekswesen in Stuttgart. Dieses Studium schloss er 1976 als Diplom-Bibliothekar ab, 1977 erwarb er zusätzlich einen Abschluss als Diplom-Musikbibliothekar. Anschließend studierte Völkl von 1977 bis 1981 Evangelische Kirchenmusik an der Hochschule für Kirchenmusik in Esslingen am Neckar, wo Hans Georg Bertram, Rolf Hempel und Theo Sorg zu seinen Lehrern zählten, und legte die Diplomprüfung „Kirchenmusik“ ab. Von 1981 bis 1984 studierte er Musikwissenschaft und Empirische Kulturwissenschaft an der Universität Tübingen. Dem Magister artium (1984) folgte im Jahr 1986 mit der Arbeit Orgeln in Württemberg die Promotion zum Dr. phil. im Fach Musikwissenschaft.
Von 1985 bis 1997 war Völkl beim Verband „Evangelische Kirchenmusik in Württemberg“ als Kirchenmusik-Bibliothekar und Schriftleiter der zweimonatlich erscheinenden Zeitschrift Württembergischen Blätter für Kirchenmusik tätig. Anschließend arbeitete er von 1997 bis 2000 als Lektor für den Carus-Musikverlag.
Völkl hatte von 1989 bis 1995 einen Lehrauftrag an der Fachhochschule für Bibliothekswesen in Stuttgart und anschließend von 1995 bis 2005 einen weiteren Lehrauftrag mit dem Forschungsschwerpunkt „Geschichte des Orgelbaus“ an der Hochschule für Musik und Darstellende Kunst Stuttgart. Seit 1991 hält er als Dozent für Musikwissenschaft Vorlesungen und Seminare an der Hochschule für Kirchenmusik Tübingen. Zudem war er bis zum Ende des Wintersemesters 2017/18 Leiter der zur Hochschule gehörenden, 75.000 Medieneinheiten umfassenden „Kirchenmusikalischen Zentralbibliothek Tübingen“.
Er war langjähriger Orgelsachverständiger des Oberkirchenrats der Evangelischen Landeskirche in Württemberg. Seit 1998 gibt Völkl Kurse für Orgel an der Gnessin-Musikhochschule in Moskau und an der Katholischen Kathedrale Moskau.
Neben seinen Buchpublikationen veröffentlichte Völkl zahlreiche musikwissenschaftliche Beiträge in Fachzeitschriften; er ist zudem Chefredakteur und Herausgeber der Loseblattsammlung Praxishandbuch Chorleitung.
Völkl war von 1970 bis 1980 Organist an der Stiftskirche Faurndau und von 1977 bis 1981 Chorleiter in Göppingen. Zwischen 1998 und 2016 war er als Kantor und Organist der Frauenkirche in Esslingen am Neckar tätig. Ab dem 1. Juli 2016 übernahm er dieselben Aufgaben hauptberuflich in der Christuskirche in Korntal.

## Veröffentlichungen (Auswahl)
- Orgeln in Württemberg. Hänssler, Neuhausen auf den Fildern 1986, ISBN 3-7751-1090-9.
- Kirchenmusik als Erbe und Auftrag. Festschrift zum 50jährigen Bestehen der Hochschule für Kirchenmusik Esslingen der Evangelischen Landeskirche in Württemberg. Carus, Stuttgart 1995, ISBN 3-923053-43-6.
- Praxishandbuch Chorleitung: Fachwissen, Praxisbeispiele und Informationen für Chorleiterinnen und Chorleiter. Loseblattsammlung. Edition Dr. Völkl, cantus mundi, 2001, ISSN 1616-0924.